# Teruo Nimura
Teruo Nimura (jap. 二村 昭雄, Nimura Teruo; * 2. Mai 1943) ist ein ehemaliger japanischer Fußballspieler.
Von 1966 bis 1976 spielte er für den traditionsreichen Fußballverein Toyo Industries. Im Jahr 1970 spielte er in der japanischen Fußballnationalmannschaft.